# Исабабаева, Гаджар Муштак кызы
Гаджар Муштак кызы Исабабаева (азерб. Həcər Muştaq qızı İsababayeva; род. 21 июня 1938, Баку) — советский азербайджанский почтальон, бригадир почтальонов почтового отделения № 9 Бакинского почтамта, Азербайджанская ССР. Герой Социалистического Труда (1977).
Одна из трёх почтальонов, удостоенных звания Героя Социалистического Труда (вместе с Касымалы Токолдошевым и Анузой Давлеткуловой).

## Биография
Родилась в 1938 году в городе Баку в многодетной семье. Окончила семилетнюю школу.
С 16-летнего стала работать в почтовом отделении № 9 в городе Баку. Была назначена бригадиром почтальонов из пяти человек. Бригада Гаджар Исабаевой в 1976 году обслуживала 586 жилых домов и 3126 квартир. Ежедневно доставлялось адресатам около 5110 экземпляров печатных изданий и 500 корреспонденций. Применяла в своей трудовой деятельности рационализаторские методы, которые увеличивали экономию рабочего времени. Время доставки уменьшилось с 3,5 часов до 1,5 — 2 часов. По её предложению члены бригады обязались освоить смежные специальности и почтовые операции, чтобы выполнить полную совместимость при обслуживании клиентов в случае отсутствия одного из них. За применение инноваций в трудовой деятельности ей первой среди почтальонов в Азербайджанской ССР было присвоено звание «Ударник социалистического труда». За свой самоотверженный труд была награждена в 1971 году Орденом Ленина.
В 1976 году бригада Гаджар Исабабаевой приняла социалистические обязательства в честь XXV съезда КПСС и обязалась выполнить план первого года пятилетки по реализации почтовых услуг на 140%. В этом же году бригада стала осуществлять также доставку телеграмм и пенсий одновременно с почтовой корреспонденцией и печатными изделиями. План первого года пятилетки был выполнен к 7 ноября. В 1977 году удостоена звания Героя Социалистического труда «за выдающиеся заслуги при выполнении плана в 1976 году и принятых социалистических обязательств».
Избиралась депутатом Бакинского городского Совета.

## Награды
- Герой Социалистического Труда — указом Президиума Верховного Совета СССР от 13 мая 1977 года
- Орден Ленина — дважды
- Почётная грамота Президиума Верховного Совета Азербайджанской ССР (1970)
- Мастер связи СССР
- Персональная стипендия Президента Азербайджанской Республики (2002)[2]